# Hores Negres (Morgan MS 493)

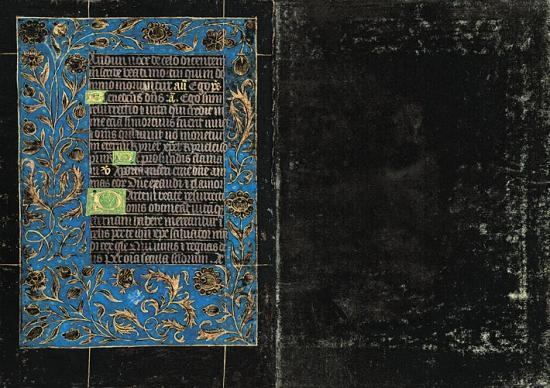
Ofici de Difunts, folis 121v–122r; fulls finals del manuscrit

Les Hores Negres, MS M.493 (o les Hores Negres de Morgan) és un llibre d'hores il·luminat fet a Bruges entre el 1460 i el 1475. Conté 121 folis, amb text en llatí amb lletra gòtica minúscula. Les paraules estan en fileres de catorze línies i segueixen el ritu romà dels textos. La lletra està inscrita en argent i or, dins de sanefes ornamentades amb flors, fullatge i grotescos, en pàgines tenyides d'un negre blavós intens. Conté catorze miniatures a tota pàgina i s'obri amb els mesos de l'any litúrgic (folis 3 vers - 14 recte), seguit de les hores de la Mare de Déu, i acaba amb l'Ofici de Difunts (foli 121v).
El MS M.493 forma part de la col·lecció de la Llibreria i Museu Morgan de Nova York des del 1912. És un dels set llibres d'hores negres que es conserven, tots procedents de Bruges i datats a mitjan o final del segle xv. S'anomenen així pel seu inusual aspecte blau fosc, una coloració aconseguida amb el costós procés de tenyir la vitel·la amb tinta de ferro. Aquest tinta és molt corrosiva i els exemplars que se'n conserven estan en la seua majoria molt descomposts; el MS M.493 es troba en un estat relativament bo perquè té un pergamí de gran gruix.
El llibre és una obra mestra de la il·luminació de manuscrits del gòtic tardà. No en sobreviuen pas, però, registres del seu encàrrec, però el to fosc únic, el cost de producció, la qualitat i la raresa indiquen que pertangué a membres privilegiats de la cort borgonyona. El llibre s'atribueix sovint, per motius estilístics, a un seguidor de Willem Vrelant, un destacat il·lustrador flamenc.

## Encàrrec
Els llibres d'hores negres són un grup de quatre o cinc (alguns llibres així definits contenen només unes poques pàgines d'aquest estil) manuscrits il·luminats flamencs existents, anomenats així per l'aspecte fosc.  Els manuscrits negres daten dels anys 1455-80: les Hores negres (Societat Hispànica, Nova York, c. 1458), les Hores negres de Galeàs (Maria Sforza, c. 1466-67) i les Hores de Maria de Borgonya (c. 1477). Aquestes obres d'art d'un gust sofisticat i inusual probablement comportaven una aura gairebé mística per al propietari. El MS M.493 pot considerar-se destinat a l'alta noblesa, probablement de la cort de Felip III de Borgonya o Carles I de Borgonya.
Els membres de la cort borgonyona tenien preferència pels colors foscos i ombrívols, i es pot suposar que els llibres negres es dissenyaren al seu gust. Els llibres negres eren més valorats que els llibres d'hores il·luminats convencionals, i hui els historiadors de l'art suposen que els van encarregar per la cort de Felip III de Borgonya. La seua inclinació pel negre va sorgir arran del brutal assassinat el 1419 de son pare Joan I de Borgonya. El festeig fúnebre estigué flanquejat per 2.000 banderes negres amb estendards negres. De llavors ençà, Felip només vestia de negre, com a expressió del seu dolor. L'estil fou adoptat per altres membres de la cort, que semblen haver afavorit el negre contra l'or i l'argent en les obres d'art, així com en la roba formal, com es pot veure en el contemporani de Rogier van der Weyden, Jean Wauquelin presenta les Cròniques d'Hainaut a Felip III. L'emperador Maximilià I deia dels governants borgonyons que les seues col·leccions eren "luxoses, el tresor de la casa i la biblioteca plens de joies, i el cerimonial de la cort s'orientava a una superelevació divina del governant".

## Atribució

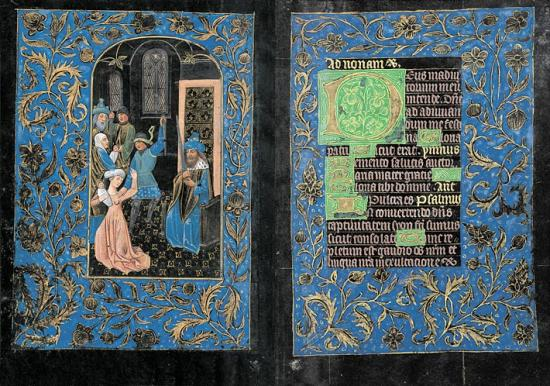
Matança dels Innocents, folis 62v–63r; Hores de la Mare de Déu

El manuscrit no conté pas cap escut familiar que permeta identificar-ne el donant, que se suposa que fou un membre d'alt rang de la cort. Les diades dels calendaris, inclosa la de Donacià de Reims (14 d'octubre), indiquen que es va elaborar a Bruges o, donada la inclusió de la festa de Sant Liví (12 de novembre), possiblement a Gant.
Es desconeixen els artistes que van dissenyar, il·lustrar i inscriure el manuscrit MS M.493, així com les circumstàncies de l'encàrrec. Sovint se'l relaciona amb el cercle de l'il·luminador d'Utrecht Willem Vrelant, molt valorat, que estava actiu a Bruges des dels 1450 fins a la seua mort, el 1481. Aquesta atribució es basa en la similitud d'algunes de les figures de les miniatures amb les de les obres que se li atribueixen; la forma angulosa i lineal de la roba també coincideix amb el seu estil. El text "pro em peccatore" (per a mi, pecador), que empra una forma masculina del substantiu llatí, indica que l'obra, la feu un home, i els documents de l'inventari del seu propietari de mitjan segle xix, Nicholas Yemeniz, indiquen que va ser elaborat per un taller que treballava sovint per als ducs de Borgonya.
Altres possibles atribucions serien el cercle del pintor francés Philippe de Mazerolles (m. 1479) o el taller de Liévin van Lathem (obert entre el 1454 i el 1493). Segons la Biblioteca Morgan, la influència de van Lathem es pot veure en les "figures amb robes anguloses [que] es mouen amb una certa rigidesa en espais poc definits ... [mentre que] els rostres plans dels hòmens contenen grans nassos". L'estil de les miniatures i les sanefes són semblants a les de Galeàs Maria Sforza de Viena, però no són pas del mateix taller.

## Descripció

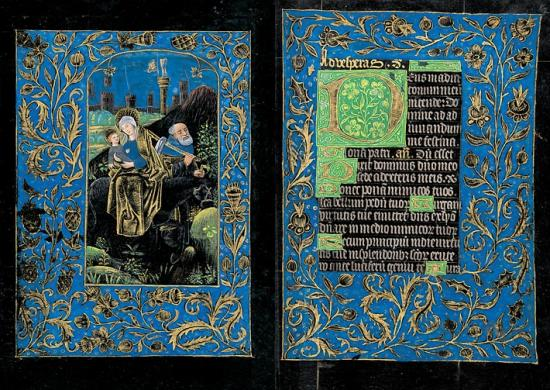
La fugida a Egipte, folis 66v–67r

El manuscrit conté 122 pàgines, que fan uns 17 cm × 12 cm. Les sanefes són, la majoria, de color blau clar, mentre que les il·lustracions són molt fosques, amb negre, roig grisenc, rosa vell i verd, amb alguns colors blancs i de to salmó. Cada miniatura és davant del text d'una oració sobre fons fosc. La solemnitat d'aquest llibre contrasta amb els colors brillants de la majoria dels llibres d'hores coetanis i sembla reflectir una visió de la cort llòbrega. Les múltiples tonalitats de blau es van obtenir a partir de diversos ingredients. La tècnica i l'estil de la miniatura poden datar-se a l'entorn del 1475. En el segle xv, el pigment blau d'ultramar era extremament rar i valia més en pes que l'or; per això, la seua prevalença en aquesta obra és un indicador de la riquesa de qui va encarregar-la.
Les caplletres de cada oració estan formades per pa d'or sobre fons verd. Els textos contenen paraules de les hores de la creu, les hores de l'Esperit Sant, la missa de la Mare de Déu, les hores de la Mare de Déu, els salms penitencials i l'ofici de difunts. La lletra és gòtica minúscula amb tinta d'argent, amb pa d'or en les rúbriques. Les decoracions de les sanefes contenen paisatges, volutes d'acant dentades, ocells, petits animals i grotescos; aquests són semblants en estil als que es troben en les Hores Negres de Galeàs Maria Sforza, i inclouen dimonis alats nus i hòmens híbrids. Els adorns són d'or i estan ombrejats principalment per pigment negre. Estan revestits amb filigranes grogues o daurades i fullatge extravagant. El manuscrit s'ha deteriorat amb el temps i s'ha escantellat en algunes zones.
El llibre fou reenquadernat en el segle xix  pel seu propietari d'aqueix moment, el bibliòfil francés Nicolás Yemeniz, per l'enquadernador Georges Trautz, i hui es troba en una caixa de fusta, també moderna. L'enquadernació és de pell de porc de color canyella amb sivelles d'argent rovellat. El monograma de Yemeniz, format per dues "I" entrellaçades, està estampat al plafó central de l'enquadernació i als fermalls.

## Miniatures

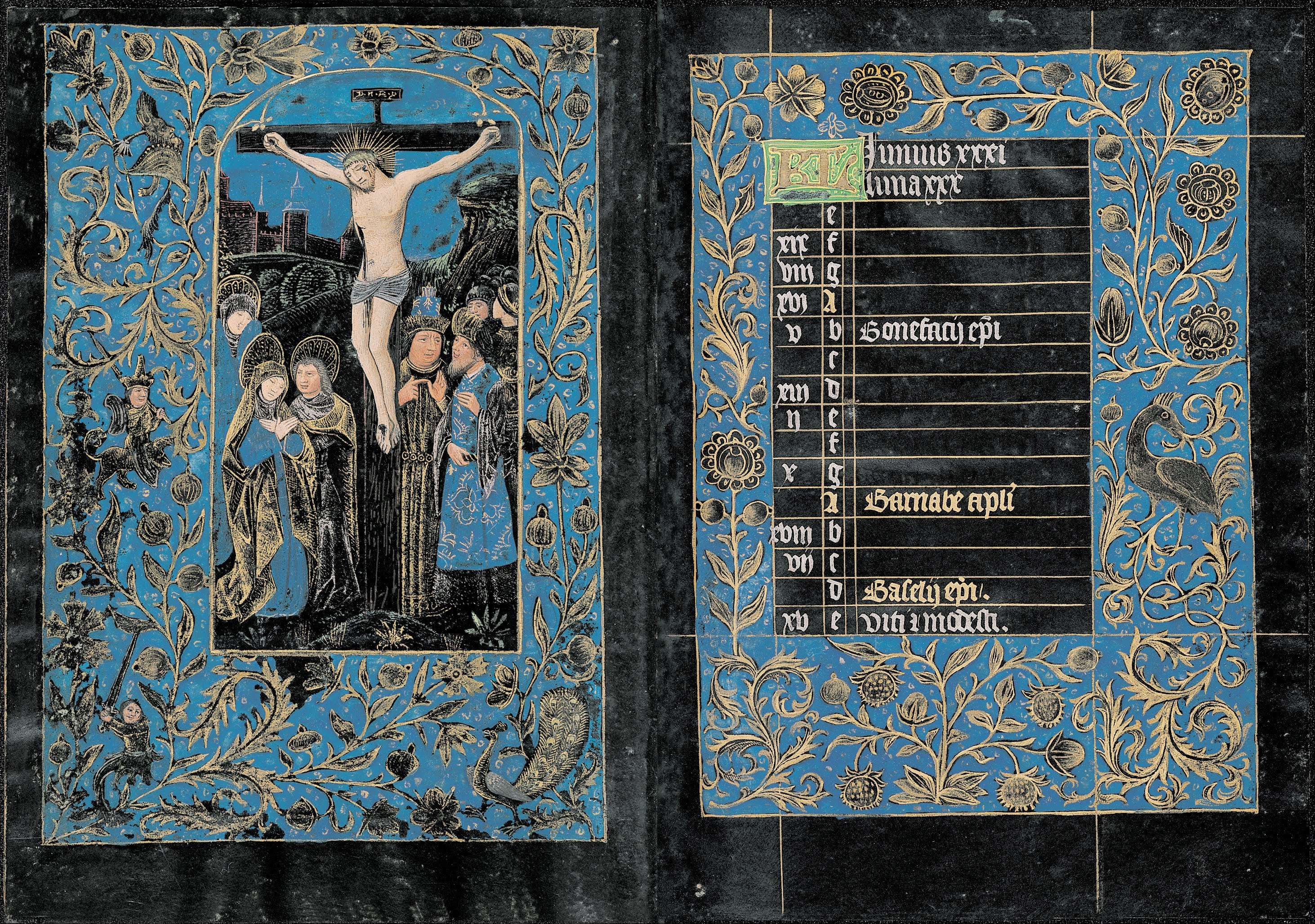
La Crucifixió, folis 14v–15r; Calendari: Hores de la Creu

La Crucifixió (foli 14v) és la il·lustració més aclamada de l'obra. Està contornejada per il·luminacions en la sanefa de criatures fantàstiques i un paó reial. La il·luminació mostra Jesús en la creu. Maria, amb un vel de tela, i Joan l'Apòstol són dempeus a l'esquerra de la creu. Tots dos tenen nimbes. Els malalts que gesticulen a la dreta tenen expressions facials que transmeten un profund sentiment de tristesa i pèrdua. Darrere hi ha dos soldats amb casc, un dels quals podria ser Longí. El paisatge muntanyenc rere les figures representa les muralles de Jerusalem amb un cel blau intens. Als marges apareixen hòmens híbrids, com ara un que és mig peix i alça una espasa, i un altre amb potes d'animal no humà.
L'historiador Ingo Walther descrigué el foli 18v, que representa la Pentecosta, com una mostra de l'"inusual i exquisit efecte general... generat per la tècnica de fixar una il·lustració en una peça de pergamí tenyit de negre". Les decoracions a les vores delineen una representació de Maria al centre de la cort d'Apòstols. La "D" daurada representa la lletra inicial de les Hores de l'Esperit Sant.
 
Aquesta és una llista de les miniatures del manuscrit:
- Foli 14v: La Crucifixió (enfront d'"Hores de la Creu")
- Foli 18v: Pentecosta (enfront d'"Hores de l'Esperit Sant: matines")
- Foli 22v: Verge i Nen (enfront de "Missa de la Mare de Déu")
- Foli 29v: Anunciació (enfront d'"Hores de la Mare de Déu: matines")
- Foli 39v: Visitació (enfront d'"Hores de la Mare de Déu: Laudes")
- Foli 50v: Nativitat (enfront d'"Hores de la Mare de Déu: Prima")
- Foli 54v: Anunciació als pastors (enfront d'"Hores de la Mare de Déu: Terça")
- Foli 58v: Adoració dels Reis d'Orient (enfront d'"Hores de la Mare de Déu: Sexta")
- Foli 62v: Matança dels Innocents (enfront d'"Hores de la Mare de Déu")
- Foli 66v: Fugida a Egipte (enfront d'"Hores de la Mare de Déu")
- Foli 72v: Coronació de la Mare de Déu (enfront de "Hores de la Mare de Déu: Completes")
- Foli 76v: David en oració (enfront de "Salms penitencials i lletanies")
- Foli 93v: Resurrecció de Llàtzer (enfront d'"Ofici de Morts: Vespres")
- Foli 98v: Cant de l'Ofici de Morts (enfront d'"Ofici de Morts: Matines")

## Procedència i història de l'exposició
La història primerenca del MS 493 és fosca, i no es conserven pas documents de títols o inventaris anteriors al segle xix. Les armes de la família d'Isabelle de Bethe n'apareixen en una de les pàgines; la seua família es casà amb borgonyons i eren membres rics de Flandes. El manuscrit es descriu en un inventari del 1867 de la col·lecció de Nicholas Yemeniz (1806-1869), un fabricant de seda de Lió nascut a Constantinoble. El 1871, el va comprar l'editor i col·leccionista d'art francés Ambroise Firmin-Didot. I aquest, al seu torn, el va vendre a Alphonse Labitte el 1879.
El MS M.493 fou adquirit per Robert Hoe el 1909, que el va conservar fins al 1912; després de la seua mort, aquest mateix any el vengueren amb la seua col·lecció de llibres estranys i antics. Estigué en mans de dos llibreters, Bernard Quaritch i Léon Gruel, abans de ser adquirit per la Biblioteca Pierpont Morgan aqueix mateix any. El llibre es mostrà en l'Exposició Colonial de París, en l'Exposició Marítima i d'Art Flamenc d'Anvers del 1930, en l'Exposició del 50é Aniversari de la Morgan el 1957, a Brussel·les el 1959 i a Bruges el 1981.

## Imatges seleccionades

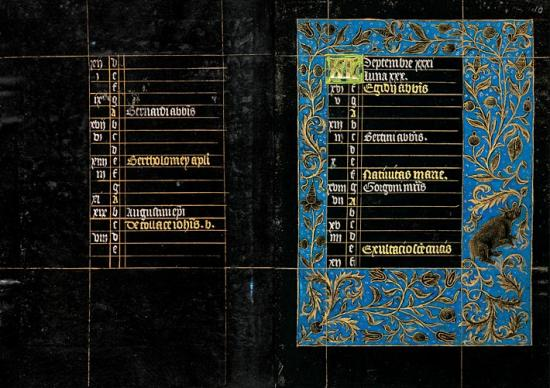
Folis 9v–10r. Calendari: agost (conclusió), opp: Calendari: setembre
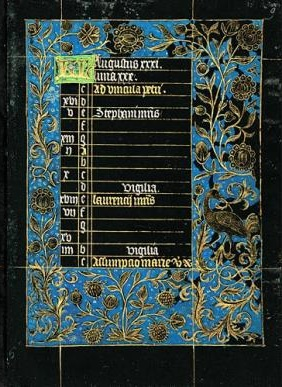
Foli 9r: Calendari: agost
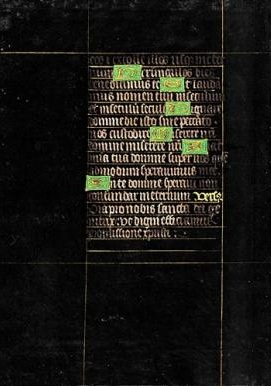
Foli 38v: Hores de la Mare de Déu: Matines (conclusió)
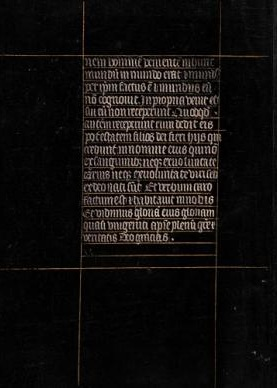
Foli 28v: Missa de la Mare de Déu (conclusió)
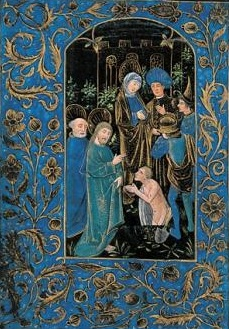
Foli 93v: Resurrecció de Llàtzer, Ofici de Difunts (vespres)
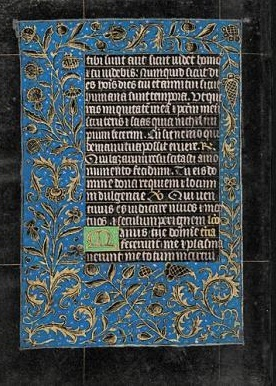
Foli 104v: Ofici de Difunts: Matines (primers nocturns)
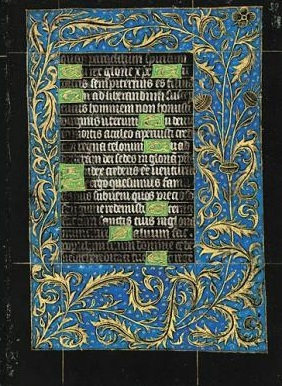
Foli 38r: Hores de la Mare de Déu: Matines
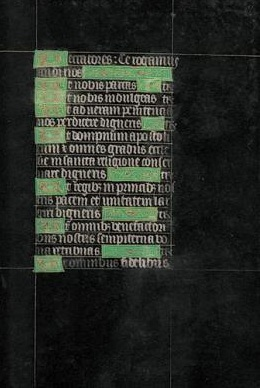
Foli 91r: Salms i lletanies penitencials